# El Ghrous
El Ghrous là một đô thị thuộc tỉnh Biskra, Algérie. Dân số thời điểm năm 2002 là 12.846 người.